# Albinovano Pedo
Albinovano Pedo (em latim: Gaius Albinovanus Pedo) às vezes erroneamente chamado de C. Pedo Albinovanus, foi um poeta romano que viveu na época do Imperador Augusto.

## Biografia
Albinovano Pedo era um membro da gente Albinovana. Ele escreveu uma Theseis, mencionada em uma carta de seu amigo Ovídio, epigramas elogiados por Marcial e um poema épico sobre as façanhas de Germânico. Tinha a reputação de ser um excelente contador de histórias, e Quintiliano o elogia como escritor de épicos.
Tudo o que resta de suas obras é um fragmento preservado no Suasoria do retórico Sêneca, o Velho, de uma descrição da viagem de Germânico (16 d.C.) pelo rio Ems até o Oceano Ártico, quando foi surpreendido pela tempestade descrita por Tácito. O comandante da cavalaria mencionado pelo historiador é provavelmente idêntico ao poeta.
Três elegias foram anteriormente atribuídas a Pedo por Joseph Justus Scaliger; duas sobre a morte de Caio Cílnio Mecenas (In Obitum Maecenatis e De Verbis Maecenatis moribundi) e uma consolatio dirigida a Lívia para consolá-la pela morte de seu filho Nero Cláudio Druso (Consolatio ad Liviam de Morte Drusi ou Epicedion Drusi, geralmente impressa com as obras de Ovídio); mas agora é consenso que não são de Pedo. A Consolatio foi considerada, ainda no século XV, como obra de um imitador italiano, não havendo manuscritos nem vestígios do poema antes da publicação da editio princeps de Ovídio em 1471. Há uma tradução em inglês das elegias feita por Edward Plumptre (1907).